# Polyptychus thihongae
Polyptychus thihongae är en fjärilsart som beskrevs av Georges Bernardi 1970. Polyptychus thihongae ingår i släktet Polyptychus och familjen svärmare. Inga underarter finns listade i Catalogue of Life.